# Manon Azem
Manon Azem, all'anagrafe Manon Alia Azem (Parigi, 12 ottobre 1990), è un'attrice, doppiatrice e modella francese.

## Biografia
Manon Azem è nata il 12 ottobre 1990 a Parigi (Francia), dall'attrice Laurence Jeanneret, mentre suo padre era decoratore e macchinista al Théâtre national de la Colline di Parigi.

## Carriera
Manon Azem ha iniziato a recitare e doppiare all'età di cinque anni. Nel 2001 ha doppiato la voce dell'attrice Emma Watson che interpretava Hermione Granger in Harry Potter e la pietra filosofale (Harry Potter and the Philosopher's Stone). Poi è diventata la voce ufficiale francese, in particolare in tutti i film della saga di Harry Potter fino al 2015. Ha deciso di non doppiarla più perché, secondo lei, la sua voce era diventata troppo seria e incompatibile con quella dell'attrice inglese. È anche la voce francese di Debby Ryan in Jessie e Joy Lauren in Desperate Housewives. Nel 2006 è apparsa nell'episodio Bad slope della serie Diane, uno sbirro in famiglia (Diane, femme flic).
Dopo aver conseguito il diploma di maturità, si è iscritta alla classe libera, classe 29, presso il Cours Florent a Parigi. Dal 2006 al 2010, ha recitato nella serie francese di Disney Channel Trop la classe!. Nel 2011 ha interpretato uno dei personaggi principali, Dunk, poi nel suo sequel Trop la classe café!.
Dal 2008 al 2011 ha doppiato l'attrice Andrea Duro che ha interpretato il personaggio principale di Joy Freire nella serie spagnola Fisica o chimica (Física o Química). Nel 2010 e nel 2011, al cinema, ha interpretato piccoli ruoli nei film Il reste du jambon? diretto da Anne Depétrini e Beur sur la ville diretto da Djamel Bensalah. Dal 2013 al 2016 ha interpretato il personaggio di Mireille nella web serie En passant pécho.
È entrata a far parte della serie televisiva di TF1 Sulle tracce del crimine (Section de recherches), dove ha interpretato l'ufficiale di garanzia Sara Casanova. Successivamente ha preso la decisione di lasciare la serie perché vuole scoprire altre cose, vivere un'altra vita e iniziare i corsi di recitazione a Cannes e non voleva rimanere attaccata a un solo personaggio. Nel 2018 è ritornata nella serie come guest star, facendo un'apparizione nell'ultimo episodio della dodicesima stagione, mentre nel 2019 ha recitato nei primi due episodi della tredicesima stagione.
Nel 2017 ha interpretato uno dei ruoli principali nel film Gangsterdam diretto da Romain Lévy, insieme a Kev Adams e Côme Levin. Nello stesso anno ha ricoperto il ruolo di Lucie Carrot nella miniserie La Mantide (La Mante) e dove ha recitato insieme agli attori Carole Bouquet e Fred Testot. Nel 2018 ha doppiato Taelia nel videogioco World of Warcraft: Battle for Azeroth.

## Vita privata
Manon Azem era legata sentimentalmente all'attore Vinnie Dargaud.

## Filmografia

### Attrice

#### Cinema
- Il reste du jambon?, regia di Anne Depétrini (2010)
- Beur sur la ville, regia di Djamel Bensalah (2011)
- Gangsterdam, regia di Romain Lévy (2017)
- Burn Out, regia di Yann Gozlan (2017)
- Tamara Vol.2, regia di Alexandre Castagnetti (2018)
- Girls with Balls, regia di Olivier Afonso (2019)
- Friendzone, regia di Charles Van Tieghem (2021)

#### Televisione
- Diane, uno sbirro in famiglia (Diane, femme flic) – serie TV, quarta stagione, 4 episodi (2006)
- Trop la classe! – serie TV (2006-2010)
- Trop la Classe Verte!, regia di Dimitri Bodiansky e Johan Chiron – film TV (2010)
- Trop la classe café! – serie TV, 26 episodi (2011)
- Baskup Tony Parker – serie TV, 3 episodi (2011-2014)
- En passant pécho – serie TV, 2 episodi (2013, 2015)
- Sulle tracce del crimine (Section de recherches) – serie TV, 49 episodi (2013-2019)
- La Mantide (La Mante) – miniserie TV, 6 episodi (2017)
- Les Ombres rouges – serie TV, 6 episodi (2019)
- Prise au piège – miniserie TV, 6 episodi (2019)
- They Were Ten – miniserie TV, 6 episodi (2020)
- Ils étaient dix – miniserie TV (2021)
- Un homme d'honneur – miniserie TV, 6 episodi (2021)
- Enfance Volée, regia di Didier Bivel – film TV (2021)
- Hashtag Boomer – serie TV, 8 episodi (2021)
- Détox – miniserie TV (2022)
- Mercato – miniserie TV (2022)

#### Cortometraggi
- Pas de rêve pas de sexe, regia di Sabrina Amara (2016)

#### Web TV
- En passant pécho – web serie, 4 episodi (2013-2016)

### Doppiatrice

#### Cinema
- Emma Watson in 13 film:
  - Harry Potter e la pietra filosofale (Harry Potter and the Philosopher's Stone), regia di Chris Columbus (2001) – Hermione Granger
  - Harry Potter e la camera dei segreti (Harry Potter and the Chamber of Secrets), regia di Chris Columbus (2002) – Hermione Granger
  - Harry Potter e il prigioniero di Azkaban (Harry Potter and the Prisoner of Azkaban), regia di Alfonso Cuarón (2004) – Hermione Granger
  - Harry Potter e il calice di fuoco (Harry Potter and the Goblet of Fire), regia di Mike Newell (2005) – Hermione Granger
  - Harry Potter e l'Ordine della Fenice (Harry Potter and the Order of the Phoenix), regia di David Yates (2007) – Hermione Granger
  - Harry Potter e il principe mezzosangue (Harry Potter and the Half-Blood Prince), regia di David Yates (2009) – Hermione Granger
  - Harry Potter e i Doni della Morte - Parte 1 (Harry Potter and the Deathly Hallows - Part 1), regia di David Yates (2010) – Hermione Granger
  - Harry Potter e i Doni della Morte - Parte 2 (Harry Potter and the Deathly Hallows - Part 2), regia di David Yates (2011) – Hermione Granger
  - Marilyn (My Week with Marilyn), regia di Simon Curtis (2012) – Lucy Armstrong
  - Noi siamo infinito (The Perks of Being a Wallflower), regia di Stephen Chbosky (2012) – Sam
  - Bling Ring (The Bling Ring), regia di Sofia Coppola (2013) – Nicki Moore
  - Facciamola finita (This Is the End), regia di Evan Goldberg e Seth Rogen (2013)
  - Regression, regia di Alejandro Amenábar (2015) – Angela Gray
- Luana Patten in:
  - Lo scrigno delle sette perle (Melody Time), regia di Clyde Geronimi, Wilfred Jackson, Hamilton Luske e Jack Kinney (1948)
  - Tanto caro al mio cuore (So Dear to My Heart), regia di Harold D. Schuster e Hamilton Luske (1948) – Tildy
- Ronda Rousey in:
  - I mercenari 3 (The Expendables 3), regia di Patrick Hughes (2014) – Luna
  - Entourage, regia di Doug Ellin (2015)
- Hayden Panettiere in:
  - L'intrigo della collana (The Affair of the Necklace), regia di Charles Shyer (2001) – Giovanna da giovane
- Emily Browning in:
  - Nave fantasma (Ghost Ship), regia di Steve Beck (2002) – Katie Harwood
- Christa B. Allen in:
  - 30 anni in 1 secondo (13 Going on 30), regia di Gary Winick (2004) – Jenna a tredici anni
- Georgia King in:
  - Wild Child, regia di Nick Moore (2008) – Harriet
- Jennie Jacques in:
  - Truth or Dare, regia di Robert Heath (2012) – Eleanor
- Haley Bennett in:
  - Hardcore! (Hardcore Henry), regia di Il'ja Najšuller (2016) – Estelle
- Laura Harrier in:
  - Spider-Man: Homecoming, regia di Jon Watts (2017) – Liz Allen
- Ruby Rose in:
  - Shark - Il primo squalo (The Meg), regia di Jon Turteltaub (2018) – Jaxx Herd

#### Televisione
- Debby Ryan in 9 serie e in un film televisivo:
  - Zack e Cody sul ponte di comando (The Suite Life on Deck) – serie TV, 71 episodi (2008-2011) – Bailey Pickett
  - I maghi di Waverly (Wizards of Waverly Place) – serie TV, seconda stagione, 25 episodi (2000) – Bailey Pickett
  - Hannah Montana – serie TV, terza stagione, 19 episodi (2009) – Bailey Pickett
  - Zack & Cody - Il film (The Suite Life Movie), regia di Sean McNamara (2011) – Bailey Pickett
  - Jessie – serie TV, 98 episodi (2011-2015) – Jessie Prescott
  - The Glades – serie TV, terza stagione, 8 episodi (2012) – Christa Johnson
  - Buona fortuna Charlie (Good Luck Charlie) – serie TV, terza stagione, 7 episodi (2014) – Jessie Prescott
  - Austin & Ally – serie TV, terza stagione, 18 episodi (2014) – Jessie Prescott
  - Girl Meets World – serie TV, prima stagione, 21 episodi (2015) – Aubrey Macavoy
  - The Mysteries of Laura – serie TV, seconda stagione, 2 episodi (2015) – Lucy Diamond
- Joy Lauren in:
  - Desperate Housewives – serie TV, 78 episodi (2004-2011) – Danielle Van De Kamp
  - Private Practice – serie TV, prima stagione, 8 episodi (2007) – Darcy
- Stephanie Wyder in:
  - The Dead Zone – serie TV, prima stagione, 6 episodi (2002) – Lindsay Davis
- Kay Panabaker in:
  - Summerland – serie TV, 26 episodi (2004-2005) – Nikki Westerly
- Jazz Raycole in:
  - Jericho – serie TV, 14 episodi (2006-2008) – Allison Hawkins
- Katheryn Winnick in:
  - Dr. House - Medical Division (House, M.D.) – serie TV, terza stagione, 14 episodi (2006-2008) – Eve
- Andrea Duro in:
  - Fisica o chimica (Física o Química) – serie TV, 77 episodi (2008-2011) – Joy Freire
- Georgia King in:
  - Merlin – serie TV, terza stagione, 6 episodi (2010) – Elena
- Caroline Ford in:
  - C'era una volta (Once Upon a Time) – serie TV, 3 episodi (2015) – Nimue
- Jamie Gray Hyder in:
  - Inhumans – serie TV, 3 episodi (2017) – Jen
- Dominique Fishback in:
  - The Deuce - La via del porno (The Deuce) – serie TV, 18 episodi (2017-2019) – Donna "Darlene" Pickett
- Joy Brunson in:
  - This Is Us – serie TV, 8 episodi (2017-2019) – Shana
- Noah Cyrus in:
  - American Horror Stories – serie TV, prima stagione, 7 episodi (2021) – Connie
- Sarah Haruko in:
  - The Dropout – miniserie TV (2022)

#### Animazione
- Film d'animazione
  - Laputa - Castello nel cielo (天空の城ラピュタTenkū no shiro Rapyuta), regia di Hayao Miyazaki (1986) – Sheeta
  - Il re ed io (The King and I), regia di Richard Rich (1999)
  - Lilo & Stitch, regia di Dean DeBlois e Chris Sanders (2002)
  - Phineas e Ferb: Il film - Nella seconda dimensione (Phineas and Ferb the Movie: Across the 2nd Dimension), regia di Dan Povenmire e Robert F. Hughes (2011) – Candice Flynn
  - Phineas and Ferb: Mission Marvel, regia di Robert F. Hughes e Sue Perrotto (2013) – Candice Flynn
  - Phineas and Ferb: Star Wars, regia di Robert F. Hughes e Sue Perrotto (2013) – Candice Flynn
  - Phineas e Ferb: Il film - Candace contro l'Universo (Phineas and Ferb the Movie: Candace Against the Universe), regia di Bob Bowen (2020) – Candice Flynn
- Serie d'animazione
  - Stanley – serie animata (2002-2005) – Mimi
  - Lilo & Stitch – serie animata (2003) – Mertle Edmonds
  - Phineas e Ferb (Phineas and Ferb) – serie animata (2008-2015) – Candice Flynn
  - Pok & Mok – serie animata (2011)
  - Baskup - Tony Parker – serie animata (2011-2014) – Mia Rodriguez
  - Ultimate Spider-Man – serie animata (2014) – Jessie Prescott

#### Speciali
- Emma Watson in:
  - Harry Potter 20º anniversario - Ritorno a Hogwarts (Harry Potter 20th Anniversary: Return to Hogwarts) – speciale TV (2022)

#### Videogiochi
- World of Warcraft: Battle for Azeroth – videogioco (2018) – Taelia
- World of Warcraft: Shadowlands – videogioco (2020) – Sylvar

#### Audiolibri
- La Belle et la Bête - Histoire éternelle (2017)

#### Spot pubblicitari
- Emma Watson in:
  - Trésor Midnight Rose di Lancôme (2011)
  - Prada (2011)

## Doppiatrici italiane
Nelle versioni in italiano dei suoi film e delle sue serie TV, Manon Azem è stata doppiata da:
- Emanuela D'Amico[20] ne La Mantide[21]